# Tapauá
Tapauá est une municipalité brésilienne de l'État d'Amazonas .